# Kazimierz Cypryniak
Kazimierz Cypryniak (ur. 16 grudnia 1934 w Wólce Okopskiej) – polski działacz partyjny, członek Biura Politycznego PZPR.

## Życiorys
W latach 1951–1953 był pracownikiem gminnej spółdzielni w Dorohusku, w 1954 został członkiem PZPR. W 1960 ukończył studia w Wyższej Szkole Rolniczej w Szczecinie, następnie rozpoczął pracę w aparacie partyjnym.
W latach 1960–1961 pracował jako instruktor, w latach 1961–1963 jako sekretarz w Komitecie Powiatowym PZPR w Stargardzie Szczecińskim, w latach 1963–1969 był I sekretarzem Komitetu Powiatowego PZPR w Goleniowie, w latach 1969–1971 I sekretarzem Komitetu Powiatowego PZPR w Stargardzie Szczecińskim. Od kwietnia 1971 do listopada 1980 był sekretarzem Komitetu Wojewódzkiego PZPR w Szczecinie. W lutym 1980 został zastępcą członka, od października 1980 do lipca 1981 był członkiem KC PZPR. Od listopada 1980 do maja 1981 był I sekretarzem KW PZPR w Szczecinie. W kwietniu 1981 został sekretarzem KC PZPR. Od lipca 1981 do maja 1985 był kierownikiem Wydziału Organizacyjnego KC PZPR, w maju 1985 został ponownie zastępcą członka KC PZPR i równocześnie kierownikiem Wydziału Polityczno-Organizacyjnego KC PZPR. W grudniu 1985 został członkiem Zespołu do rozpatrzenia i przygotowania propozycji dotyczących uzupełnień i zmian w "Statucie PZPR" przed X Zjazdem PZPR, który odbył się w lipcu 1986. W lipcu 1986 został członkiem Komitetu Centralnego PZPR i równocześnie sekretarzem KC PZPR, podlegały mu wówczas Wydział Polityczno-Organizacyjny i Wydział Gospodarki Wewnątrzpartyjnej. W latach 1986-1989 był członkiem Komisji ds. Wewnątrzpartyjnych oraz Działalności Partii w Organach Przedstawicielskich i Administracji Państwowej Komitetu Centralnego.
W marcu 1988 stanął na czele powołanego przez KC PZPR zespołu do opracowania propozycji reformy modelu socjalistycznego państwa polskiego, miał tam kontrolować prace grupy należących w większości do partii naukowców reprezentujących różne dyscypliny nauk społecznych. W grudniu 1988 został członkiem Biura Politycznego KC PZPR i równocześnie przewodniczącym Centralnej Komisji Kontrolno-Rewizyjnej PZPR. Nie należał do zwolenników podjęcia rozmów przy Okrągłym Stole, jednak następnie uczestniczył w nich, w zespole ds. reform politycznych. Był kandydatem na koordynatora kampanii wyborczej PZPR przed wyborami parlamentarnymi w czerwcu 1989, ale odmówił przyjęcia tej funkcji. W II turze tych wyborów wystartował jako kandydat w okręgu wyborczym nr 46 na miejsce dodatkowe, po odrzuceniu w I turze kandydatów z tzw. listy krajowej, jednak przegrał z Marianem Orzechowskim. W sierpniu 1989 powierzono mu w ramach Sekretariatu KC PZPR nadzór nad organami kontroli państwowej i społecznej. Funkcje członka Biura Politycznego KC PZPR i przewodniczącego Centralnej Komisji Kontrolno-Rewizyjnej PZPR pełnił do rozwiązania partii w styczniu 1990.
W PRL był odznaczony m.in. Krzyżem Kawalerskim i Krzyżem Komandorskim Orderu Odrodzenia Polski oraz Orderem Sztandaru Pracy I klasy. W 1986 otrzymał Order Sztandaru Pracy I klasy NRD.